# Хомустах (Мегино-Кангаласский улус)
Хомустах (якут. Хомустаах) — село в Мегино-Кангаласском улусе Якутии России. Входит в Нерюктяйинский наслег. Население — 19 чел. (2021), большинство — якуты .

## География
Село расположено в центре региона на Центрально-Якутской равнине, в зоне тайги, в подзоне среднетаёжных лесов
Географическое положение
Расстояние до прежнего улусного центра — села Майя — 31 км., до нового центра — пгт Нижний Бестях — ? км.
От административного центра наслега — села Павловска расстояние 4 км. (от центра) и 700 метров (от окраины).
Климат
В населённом пункте, как и во всем районе, климат резко континентальный, с продолжительным зимним и коротким летним периодами. Зимой погода ясная, с низкими температурами. Устойчивые холода зимой формируются под действием Сибирского антициклона. Средняя температура января −41…-42 °С, июля +17…+18 °С. Осадков выпадает 200—255 мм в год.

## Население
| 2002 | 2010 | 2021 |
| ---- | ---- | ---- |
| 34   | ↘18  | ↗19  |

Национальный состав
Согласно результатам переписи 2002 года, в национальной структуре населения якуты составляли 100 % от общей численности населения в 34 чел..

## Инфраструктура
Животноводство (мясо-молочное скотоводство, мясное табунное коневодство).

## Транспорт
Просёлочная дорога до Павловска.